# Synasterope implumis
Synasterope implumis är en kräftdjursart som beskrevs av Poulsen 1965. Synasterope implumis ingår i släktet Synasterope och familjen Cylindroleberididae. Inga underarter finns listade i Catalogue of Life.